# Schloss Fischbach (Franken)
Das Schloss Fischbach liegt etwa drei Kilometer nördlich der ehemaligen Kreisstadt Ebern im Ortsteil Fischbach im Landkreis Haßberge (Unterfranken). Der kleine Adelssitz ist seit dem 13. Jahrhundert im Besitz der Freiherren von Rotenhan und wird auch heute noch von einer Linie dieses weit verzweigten Geschlechtes bewohnt.

## Geschichte

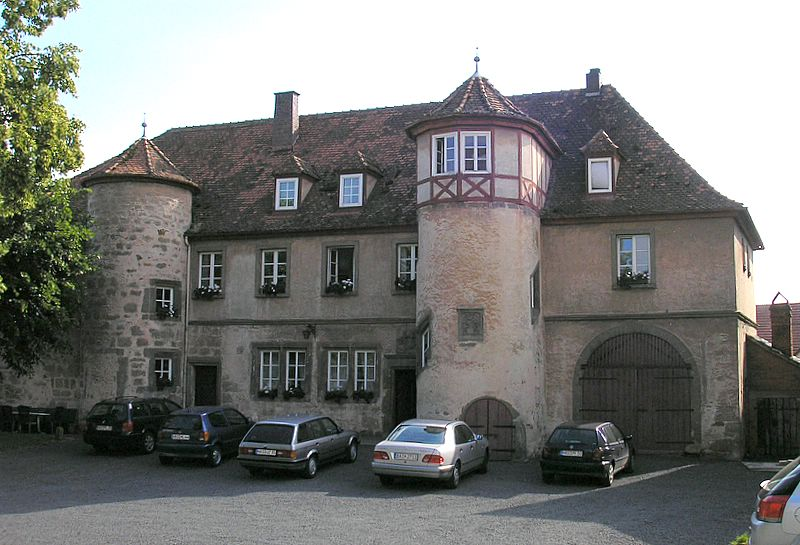
Gesamtansicht aus dem Schlosshof

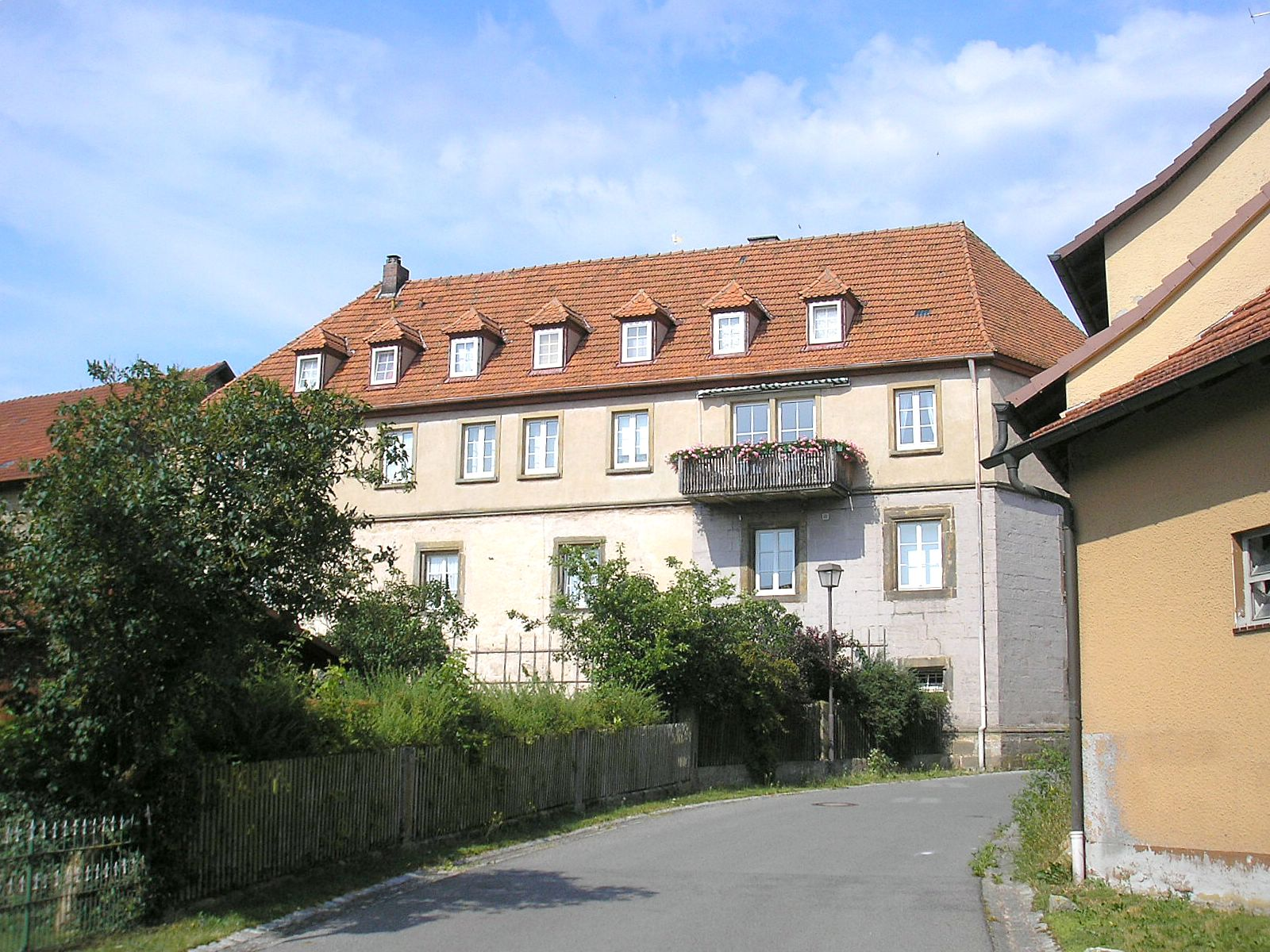
Die schlichte Westseite

Die Herren von Rotenhan waren im Hochmittelalter Dienstleute des Bistums Bamberg oder dem Hochstift vertraglich verpflichtet. Besonders die unmittelbar vor den Toren der würzburgischen Stadt Ebern gelegene „bambergische“ Stammburg Rotenhan war ein Stachel im Fleisch des konkurrierenden Hochstiftes Würzburg. 1323 belagerten Würzburger Truppen die Felsenburg am Berghang unter dem Vorwand der Falschmünzerei. Auch das Burggut Fischbach wurde im Zuge der Kampfhandlungen beschädigt. Die Familie von Rotenhan durfte ihre Stammburg nach der Eroberung nicht wieder aufbauen und musste ihre Güter der würzburgischen Lehenshoheit unterstellen. Ein vollständiger Verlust konnte nur durch die Intervention Kaiser Ludwigs des Bayern verhindert werden.
Das Gut in Fischbach scheint nicht vollständig zerstört gewesen zu sein. Bis zum Neubau des Schlosses in Eyrichshof (1330) fanden die Rotenhan dort einige Jahre Unterschlupf. Der vollständige Wiederaufbau begann 1332. Das Schloss wird seitdem (mit Unterbrechungen) von verschiedenen Linien der Gesamtfamilie bewohnt. Im Bauernkrieg (1525) plünderten und verwüsteten die Aufständischen den Ansitz. Diese erneute Beschädigung war wohl der Anlass für den 1530 begonnenen Neubau, der den Kern des heutigen Schlosses bildet. Dieser Bau wurde 1605 an der Nordseite erweitert, aber während des Dreißigjährigen Krieges erneut verwüstet. Damals sollen die beiden Obergeschosse vollständig demoliert worden sein, weshalb sie 1707 vollständig abgetragen werden mussten. Das Schloss verblieb bis ins 20. Jahrhundert in seinem einstöckigen Zustand (Abbildung im Inventarband). Nach dem Zweiten Weltkrieg wurde ein Stockwerk aufgesetzt, so dass die Anlage sich heute wieder zweistöckig präsentiert. Das Innere ist in mehrere Privatwohnungen aufgeteilt, eine Außenbesichtigung ist jederzeit möglich.

## Baubeschreibung
Der schlichte, rechteckige Schlossbau liegt im Ortskern. Auf der Hofseite springen zwei halbrunde Turmbauten aus der Mauerflucht. Die beiden ehemaligen Fachwerkobergeschosse wurden vor einigen Jahrzehnten durch ein steinernes Obergeschoss ersetzt. Hierbei wurden auch die Türme verändert und erhöht, die Form des einfachen Walmdaches jedoch beibehalten. Im größeren Turm führt eine Wendeltreppe in das Obergeschoss, rechts war eine Scheune an den Hauptbau angefügt. Das rundbogige Einfahrtstor hat sich noch erhalten. Über dem ehemaligen Hauptportal links neben dem Treppenturm ist das Ehewappen Rotenhan-Münster (Ende des 16. Jahrhunderts) eingelassen. Im Norden wird der Schlossbezirk durch die Wirtschaftsbauten des 18. und 19. Jahrhunderts abgeschlossen, im Osten durch die protestantische Schloss- und Pfarrkirche aus dem Jahr 1761.